# Serra Grande
Serra Grande is een gemeente in de Braziliaanse deelstaat Paraíba. De gemeente telt 3.147 inwoners (schatting 2009).